# Vleeshal (Middelburg)

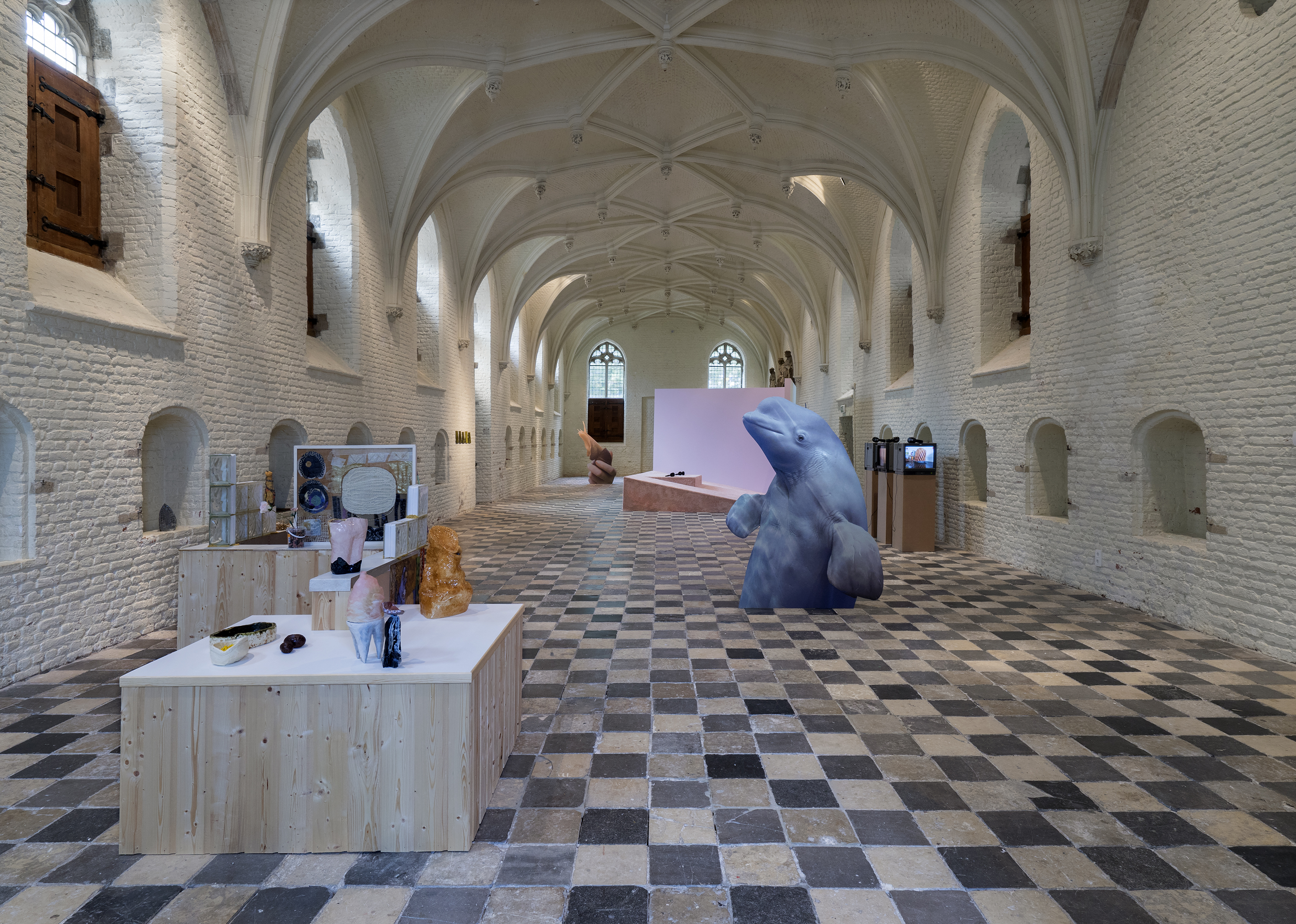
Interieur van de Vleeshal tijdens de tentoonstelling ‘Survival Guides for Ballroom Dancers, Renovators, Softball Moms, Working Parents and Troubled Folk in General’ (2016)

 De Vleeshal in Middelburg is een centrum voor hedendaagse kunst. De expositieruimte van het kunstcentrum is gevestigd in het historisch stadhuis van de Zeeuwse stad, gelegen aan de markt, echter worden buiten de muren van het gebouw verschillende andere projecten opgezet en geëxposeerd. Aanvankelijk werd de Vleeshal opgericht als locatie van de Gemeentelijke Culturele Dienst Middelburg (CDM), in 1992 werd deze geherstructureerd en ging deze verder onder de naam Stichting Beeldende Kunst Middelburg (SBKM), wat nog altijd de gangbare naam is van de organisatie.
Van 2000 tot 2017 exposeerde de Vleeshal ook aan de Zusterstraat in een ruimte die bekend stond als De Kabinetten van de Vleeshal. Deze ruimte is op 1 oktober 2017 gedwongen gesloten door gebrek aan fondsen als gevolg van bezuinigingen.

## Directie

### Van 1975 t/m 1991, onder CDM
- 1975–1982 Johan Vuyk, hoofd CDM
- 1976–1978 Piet van Dalen, conservator Vleeshal
- 1979–1982 William Verstraeten, conservator Vleeshal
- 1982–1991 Anton van Gemert, hoofd CDM

### Van 1991 t/m heden, onder SBKM
- 1991–1992 Barbara Claassen-Schmal, directeur
- 1992–1993 Wim Don, directeur
- 1993–1999 Lex ter Braak, directeur
- 2000–2008 Rutger Wolfson, directeur
- 2008–2014 Lorenzo Benedetti, directeur
- 2014–2025 Roos Gortzak, directeur[2]
- 2025- Vivian Ziherl, directeur

## Exposerend kunstenaars
Sinds 1968 organiseert de Zeeuwse Kunstkring elk jaar een wintersalon in de Vleeshal met werk van haar leden. Kunstenaars die  een individuele expositie in de Vleeshal gehad hebben zijn onder anderen: 
- Freddie Mercado (2023)
- Emma Jääskeläinen (2023)
- Alice Slyngstad (2022)
- Vivian Suter (2022)
- Katie Schwab (2021)
- Sandra Mujinga (2020)
- Pipilotti Rist (2020)
- Lili Dujourie (2020)
- Jimmy Durham (2020)
- Michael Portnoy (2020)
- Pieter Slagboom (2019)
- Kaspar Müller (2019)
- Paul Maheke (2019)
- Matthew Lutz-Kinoy (2018)
- Andrea Éva Győri (2018)
- Marina Pinsky (2017)[4]

Ook organiseert de Vleeshal andersoortige culturele evenementen. Zo trad onder andere de Amerikaanse zangeres Baby Dee op in de expositieruimte, voor wat haar laatste optreden zou moeten zijn (later trad zij toch vaker op). Verder is Zeeuws muzikant Broeder Dieleman meerdere keren betrokken geweest bij het organiseren van een evenement van de Vleeshal.